# Thrinchostoma guineense
Thrinchostoma guineense är en biart som beskrevs av Blüthgen 1930. Thrinchostoma guineense ingår i släktet Thrinchostoma och familjen vägbin. Inga underarter finns listade i Catalogue of Life.